# Georg von Küchler
Georg von Küchler, född 30 maj 1881 i Hanau, död 25 maj 1968 i Garmisch-Partenkirchen, var en tysk militär. Han blev general av artilleriet den 1 april 1937, generalöverste den 1 juli 1940, och generalfältmarskalk 30 juni 1942.

## Biografi
von Küchler föddes i slottet Philippsruhe vid Hanau. År 1900 påbörjade han sin militära kadettutbildning och placerades därefter inom fältartilleriet. Under första världskriget tjänstgjorde han som generalstabsofficer, batteribefälhavare i fältartilleriet samt som 1. Generalstabsoffizier (Ia) på divisionsnivå. Efter kriget fortsatte hans militära karriär i Reichswehr. 
Efter att ha tjänstgjort på en rad olika poster fick han 1937 befälet över I. Armeekorps. I samband med mobiliseringen i augusti 1939 blev han istället befälhavare för 3. Armee och erhöll den 30 september 1939 Riddarkorset. Efter invasionen av Polen omorganiserades armén till Grenz-Abschnittskommando Nord, men några veckor senare avvecklades förbandet och von Küchler placerades kortvarigt i befälsreserven. I början av november fick han befälet över den nybildade 18. Armee och blev därmed dess förste befälhavare. Han ledde förbandet under slaget om Frankrike 1940 och det var styrkor under hans befäl som ryckte in i den franska huvudstaden Paris. 
von Küchler fortsatte att leda sin armé på norra delen av östfronten efter att Operation Barbarossa inletts. Den 17 januari 1942 fick han befälet över Armégrupp Nord och den 30 juni 1942 befordrades han till generalfältmarskalk. 
Sensommaren nämndes han för andra gången i Wehrmachtbericht efter framgångsrika försvarsstrider söder om Ladoga. För dessa insatser förlänades han också med eklöven till sitt riddarkors.
I slutet januari 1944 hamnade han i onåd hos Adolf Hitler då de inte delade uppfattning om den militära situationen och hur man skulle agera sedan den sovjetiska vinteroffensiven runt Leningrad, vilken tryckte tillbaka de tyska styrkorna, inletts. von Küchler avskedades den 29 januari och fick under resten av kriget inga fler poster.  
Som anklagad i processen mot OKW (Oberkommando der Wehrmacht) dömdes von Küchler till 20 års fängelse. När strafftiden sänktes till 12 år frisläpptes han 1953 från fängelset i Landsbergfängelset.

## Kommenderingar
- Befälhavare för I. Armeekorps (1 april 1937 – 26 augusti 1939)
- Befälhavare för 3. Armee (omdöpt till Grenz-Abschnittskommando Nord) (22 augusti 1939 – 21 oktober 1939)
- Ansluten till OKH:s befälsreserv (21 oktober 1939 – 5 november 1939)
- Befälhavare för 18. Armee (5 november 1939 – 16 januari 1942)
- Befälhavare för Armégrupp Nord (17 januari 1942 – 29 januari 1944)

## Utmärkelser

### Första världskriget
- Järnkorset av andra klass –
- Järnkorset av första klass –
- Riddarkorset av Hohenzollerska husorden – juli 1917

### Andra världskriget
- Järnkorset av andra klass –
- Järnkorset av första klass –
- Riddarkorset – 30 september 1939
  - Med eklöv – 21 augusti 1943
- Nämnd i Wehrmachtbericht – 21 oktober 1941 & 12 augusti 1943

### Befordringar
- Fahnenjunker – 12 mars 1900
- Leutnant – 18 augusti 1901
- Oberleutnant – 18 augusti 1910
- Hauptmann – 8 oktober 1914
- Major – 1 april 1923
- Oberstleutnant – 1 januari 1929
- Oberst – 1 maj 1931
- Generalmajor – 1 april 1934
- Generalleutnant – 1 december 1935
- General der Artillerie – 1 april 1937
- Generaloberst – 19 juli 1940
- Generalfeldmarschall – 30 juni 1942

### Internetkällor
- Lexikon der Wehrmacht